# Francesco Graziani
Francesco Graziani, född 16 december 1952 i Rom, Italien, är en före detta professionell fotbollsspelare och numera tränare.
Anfallare som gjorde 23 mål på 64 landskamper för Italien mellan 1975 och 1983. Graziani var med när Italien blev världsmästare 1982, men han blev skadad i finalen och tvingades lämna planen redan efter sju minuter. Han var även med i VM i Argentina 1978 och EM i Italien 1980. Graziani inledde sin karriär i Arezzo i början av 1970-talet, innan han 1973 värvades av Torino. Han tillbringade åtta säsonger i Torino och blev italiensk mästare 1976. Året efter blev han bäste målskytt i italienska ligan med 21 mål på 30 matcher. Graziani spelade sedan för Fiorentina och Roma innan han avslutade karriären i Udinese 1988.